# Francesco Maria Róndani

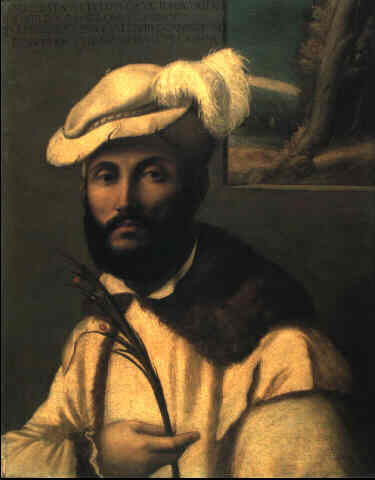
Francesco Maria Róndani, Ritratto di uomo con barba e cappello piumato

Francesco Maria Róndani (Parma, 15 luglio 1490 – Parma, settembre 1550) è stato un pittore italiano.

## Biografia
Allievo del Correggio, collaborò con il maestro alla realizzazione degli affreschi per il fregio della chiesa abbaziale di San Giovanni Evangelista.
Nel 1522 lavorò alla decorazione del transetto meridionale del duomo di Parma e nel 1524 dipinse le insegne di papa Clemente VII nel palazzo del Governatore.
La critica attribuisce a lui e a Michelangelo Anselmi anche gli affreschi nella cappella del Bono in San Giovanni. Dipinse sicuramente le scene con i miracoli di san Benedetto nel chiostro dei novizi dello stesso monastero.
Realizzò dipinti per il coro di Sant'Alessandro, per la cappella Centoni in duomo e per i pennacchi della cupola dell'oratorio dell'Immacolata Concezione.
In Galleria nazionale a Parma si conservano diverse sue opere: la Madonna con Bambino in gloria e i santi Agostino e Girolamo, proveniente dalla chiesa degli Eremitani, la Visitazione, l'Assunzione della Vergine. Nel museo di Capodimonte a Napoli si trova la sua Madonna con i santi Pietro e Caterina.